# Mže
De Mže (Duits: Mies) is een 103 kilometer lange bronrivier van de Berounka in Duitsland en Tsjechië.
De rivier ontspringt in het uiterste noordoosten van de Opper-Palts in het Griesbacher Wald. De bron bevindt zich in de gemeente Mähring. Na ongeveer twee kilometer passeert de Mže de Duits-Tsjechische grens. In Tsjechië passeert zij de steden Tachov en Stříbro. In Pilsen komt de rivier samen met de Radbuza en gaan ze samen verder als de Berounka.